# Затвор Голи оток
Затвор Голи оток је био затвор који се налазио на острвима Голи оток (мушки затвор) и Свети Гргур (женски затвор) у Јадранском мору. Постојао је од 1949. до 1988. године. У току политичког сукоба између руководства ФНРЈ и СССР, од 1949. до 1956. године, затвор је био у надлежности федерације и служио је као политички затвор намењен присталицама Информбироа и Совјетског Савеза. Касније је, прешао у надлежност СР Хрватске и коришћен је као обичан затвор намењен тежим криминалцима. Затворен је 1988, а од 1989. године је потпуно напуштен.
Службени назив затвора у периоду од 1949. до 1951. био је Радилиште административно кажњених мушкараца/жена друштвено корисним радом, а од 1951. до 1956. године Раднички прихватни логор за политичке затворенике.

## Историјат

### Формирање
Затвор Голи оток формиран је 1949. године. Одлука о његовом формирању донета је најужем руководству Комунистичке партије Југославије (КПЈ) са циљем да се ухапшеници, који су подржали Резолуцију Информбироа и били присталице Стаљина и Совјетског Савеза у борби против Југославије, изолују од осталих затвореника. Као предлагачи „изолације информбироваца” сматрају се Иван Стево Крајачић, шеф Удбе за Хрватску и Едвард Кардељ, члан Централног комитета КПЈ. Врх Партије је рачунао да пета колона броји доста стаљиниста и да ће задавати велике проблеме, посебно ако дође до тада очекиваног напада Совјетског Савеза на Југославију. Зато је одлучено да се та група изолује на неком далеком острву, посебно јер се међу присталицама Информбироа налазио велики број војних лица, као и активних учесника Народноослободилачке борбе, способних за организовање и вођење оружаног отпора. Предлог за далеко и усамљено острво у Кварнерском заливу потекао је од Мирослава Крлеже, који је од вајара Антуна Аугустинчића чуо да постоји „острво мермера”. Према замисли, Голи оток је требало да буде друштвено-поправни затвор, у ком ће се заведени осуђеници брзо поправити и вратити својој Партији.
Изградња затвора започела је почетком 1949. године, а прва група осуђеника из Хрватске, стигла је 9. јула исте године. Убрзо потом стигле су групе затвореника из Србије и Црне Горе. Пре формирања затвора, један део ухапшеника био је смештен у привременом затвору Рамски рит, код Пожаревца. Из разлога безбедности, јер је постојала опасност са СССР брзим упадом ослободи логораше, они су убрзо пребачени у затвор Забела, а потом на Голи оток. Ухапшеници из Југословенске армије слати су у затворе у Старој Градишки и Билећи, које је контролисала војска, а само један део ових ухапшеника је био касније пребачен на Голи оток.

### Број затвореника
Званичне процене, које је направио Савезни секретаријат за унутрашње послове СФРЈ јуна 1963. године, наводе бројку од 16.101 затвореника — 15.173 мушкараца и 928 жена, од којих је током издржавања казне страдало 413.
Према званичним подацима, највећи број ухапшеника био је из редова Југословенске армије, њих 3592 односно 22%. То су били углавном официри, који су у затвор слати одлукама војних судова, који су их осуђивали на казне затвора од 3 до 20 година затвора. Они су углавном били затворени у Старој Градишки и Билећи и само делом на Голом отоку. Иако су цивилни ухапшеници пуштени 1956. године, војни ухапшеници су задржани још две године — до 1958.
| Органи хапшења и број ухапшених Информбироваца |          |         |                |               |            |              |               |               |        |
| Контраобавештајна служба                       | УДБ ФНРЈ | УДБ БиХ | УДБ Македоније | УДБ Словеније | УДБ Србије | УДБ Хрватске | УДБ Црне Горе | Остали органи | УКУПНО |
| 3592                                           | 1210     | 1981    | 601            | 348           | 2943       | 2014         | 1740          | 1672          | 16101  |
| 22%                                            | 8%       | 12%     | 4%             | 2%            | 18%        | 13%          | 11%           | 10%           | 100%   |

По званичним подацима, национална припадност највећег броја затвореника је била српска — њих 44%, а на другом месту су Црногорци 21,5%. У поређењу са бројем становника, Црногораца је било највише, јер је у Црној Гори владало веома распрострањена проруско расположење, на шта је утицала дугогодишња историјска повезаност Црне Горе и Русије. Такође међу ухапшеницима је био и одређени број припадника националних мањина, међу којима су били најбројнији Албанци, Бугари и Мађари, а било је и Италијана, Румуна и других.
| Национална припадност затворених Информбироваца |           |        |           |          |         |        |        |
| Срби                                            | Црногорци | Хрвати | Македонци | Словенци | Албанци | Остали | УКУПНО |
| 7076                                            | 3468      | 2561   | 801       | 567      | 431     | 1197   | 16.101 |
| 44%                                             | 21,58%    | 16%    | 5%        | 3,5%     | 3%      | 7%     | 100%   |

Најмлађи затвореник био је Вуксан Кнежевић стар 17 година, ухапшен 5. септембра 1949. године.

### Затварање
Александар Ранковић је после застрашујућег извештаја којег је добио од Добрице Ћосића, после његове посете Голом отоку, 1951. године, одлучио да и сам посети затвор. Посетио га је августа 1951. и потом је наредио да се стање у затвору поправи.
Политички затвореници, који су на Голи оток упућени као присталице Информбироа и Совјетског Савеза, пуштене су на слободу 1956. године, после нормализације односа између Југославије и Совјетског Савеза. Затвор је тада прешао у надлежност Народне Републике Хрватске и коришћен је за смештај затвореника. Тамо су били упућивани тежи осуђеници, али и каснији политички затвореници — албански сепаратисти, хрватски националисти и други.
Затвор је дефинитивно затворен 1988. године, а потпуно је напуштен 1989. године.

## Положај затвореника
Затвореници су на Голи оток долазили бродом Пунат. Током издржавања казне обављали су најтеже физичке послове — радили су у каменолому, лети на температури од око 35 до 40 ºС, а зими по јаким бурама. Преко 90% ухапшеника је у затвор дошло без судског процеса већ по партијској казни, без пресуде и одређене дужине казне. Затвореници су се делили на „банду” и „ревидиране”.
Свако вече су се држали састанци на којима се обрађивала дневна политика и то је била прилика да припадници „банде” ревидирају своје, пре свега, стаљинистичке ставове. Велика већина логораша под великим физичким и психичким притиском је била сломљена и на састанку тражила да буде примљена међу „ревидиране”. Скуп затвореника је био „демократски”, под надзором стражара, где се јавно дискутовало о сваком појединцу, колико је његова молба искрена и слично. Врло често су били кажњавани они који су се слабо или никако јављали за реч.
„Ревидирани” су имали бољи положај, радили су лакше послове као што је било вађење камена штанглама у каменолому или клесање камена и имали неке изгледе да буду пуштени на слободу. За банду је било резервисано ношење камена на тачкама (врста носила за камен који носе два логораша). Ипак, постојао је мали број припадника „банде” који никад нису попустили и који ни након дугогодишње робије нису ревидирали став. Једна од таквих била је Миљуша Јовановић, сестра генерала Арсе Јовановића. За „најтврђе” затворенике постојало је посебно радилиште у оквиру затвора, звано Петрова рупа (добила име по затворенику Петру Комненићу) где су услови били посебно сурови и где је смртност била веома висока.
„Голооточани” (како је гласио надимак затвореника са Голог отока) су и после издржане казне били проказани и жигосани у друштву, нико са њима није смео јавно да се дружи и састаје и тешко су добијали било какав посао. На чланове породице се вршио притисак да их се одрекну, а на брачне другове да се разведу.

### Топли зец и бојкот
У затвору је постојао широк дијапазон врста мучења затвореника од којих су се истакли — топли зец, као пример физичког и бојкот, као пример психичког злостављања.

### Топли зец
„Топли зец” (или „шпалир” како су ово мучење звали у женском затвору на Светом Гргуру) био је ритуал „добродошлице” новопридошлим затвореницима. Током овог ритуала стари затвореници би се поставили у две врсте окренути једни према другима, а затим би нови затвореник прошао између њих. Током проласка нови затвореник би био пљуван, ударан шакама, песницама, ногама, летвама и др. По изласку из кошмара новопридошли је остајао крвав и изубијан, поломљених зуба или би се чак онесвестио. Овакав начин мучења је узроковао чак и смртност код великог броја нових затвореника, па су се касније летве и остали убојити алати избацили из употребе. Стари затвореник у врсти који није „адекватно ударао”, бивао је кажњен. „Топли зец” се примењивао и у ситуацијама када је некога требало казнити због непослушности или пасивности.

### Бојкот
„Бојкот” је био један од начина психичког кажњавања логораша. Значио је да са особом која је под бојкотом нико не сме да разговара. Често јој се око врата качио одговарајући транспарент нпр. „Ја сам издајник” или слично.

### Петрова рупа
Један је од шест логора који су се налазили на Голом отоку и Светом Гргуру. Овде су долазили најтврђи логораши и „преваспитавање” је тако ишло да је овде смртност била убедљиво највећа. Име је добио по логорашу по имену Петар који је овде први убијен,

## Познати Голооточани
- Душан Бркић (1913—2000), пре хапшења био потпредседник Владе НР Хрватске и члан Централног комитета КПЈ. Ухапшен крајем 1950. године. На Голом отоку био од 1951. до затварања логора 1956. године.
- Владо Дапчевић (1917—2001), пре хапшења био пуковник ЈА и начелник Управе Југословенске армије (ЈА) за агитацију и пропаганду. Године 1948, прихватио Резолуцију Информбироа и покушао да побегне из земље. У истражном затвору био до 1950, а касније у затворима у Старој Градишки, Билећи и Голом отоку. Пуштен 1956. године. Касније поново хапшен.
- Раде Жигић (1909—1954), пре хапшења био члан Политбироа Централног комитета КП Хрватске и министар индустрије у Влади НР Хрватске. Ухапшен крајем 1950. године. На Голом отоку био од 1951, а 1954. за време издржавања казне извршио самоубиство.
- Петар Комненић (1895—1957), пре хапшења председник Народне скупштине НР Црне Горе. Године 1948. прихватио Резолуцију Информбироа. Ухапшен почетком 1949. године. На Голом отоку био до затварања логора 1956. године.
- Божо Љумовић (1896—1986), пре хапшења био члан Централног комитета КПЈ и члан Покрајинског комитета КПЈ за Црну Гору. Године 1948. прихватио Резолуцију Информбироа. Ухапшен у лето 1948. и био затворен у београдском затвору „Главњача”, а од децембра 1950. до априла 1953. био на Голом отоку.
- Драгослав Михаиловић (1930—2023),[3][4] пре хапшења био ученик гимназије. Ухапшен је 1949.
- Драгољуб Мићуновић (1930), пре хапшења био ученик гимназије. Ухапшен је 1948. и у затвору провео 22 месеца, од чега један део на Голом отоку.
- Бранко Петричевић (1914—1982), пре хапшења био генерал-мајор ЈА и помоћник начелника Главне политичке управе Југословенске армије (ЈА). Године 1948. прихватио Резолуцију Информбироа и покушао да побегне из земље. У истражном затвору био до 1950, а касније у затворима у Старој Градишки, Билећи и Голом отоку. Пуштен 1956. године.
- Петре Пирузе (1907—1980), пре хапшења био судија Врховног суда Југославије у Београду. Године 1950. оптужен да стоји на линији Информбироа и био на Голом отоку до 1954. године. Рехабилитован 1966. године.
- Лазар Соколов (1914—1984), пре хапшења био професор на Економском факултету у Београду. Године 1949. прихватио Резолуцију Информбироа. Ухапшен исте године и био затворен на Голом отоку до 1951. године. Касније рехабилитован.
- Саво Станојевић (1916—1994), високи официр ЈНА и носилац Ордена народног хероја. Био затворен на Голом отоку седам и по година.
- Панко Брашнаров (1883—1951) (познат и као Панко Брашнар) био је учитељ, македонски политички активиста и учесник социјалистичког и комунистичког покрета у Македонији. Умро на Голом отоку.
- Шабан Бајрамовић (1936—2008), као дезертер из армије завршио је на Голом отоку.[5]
- Вељко Жижић (1912—1993), пре хапшења је био генерал-мајор ЈА и врховни војни тужилац. Ухапшен фебруара 1950. године, због одбијања да учествује у монтираним судско-политичким процесима присталицама Иб-а. Осуђен на 14 година строгог затвора, са губитком свих грађанских права у трајању од 3 године, а по истеку одслужене казне, уз губитак чина генерал-мајора. Рехабилитован 2014. године.

## Управници Голог отока
Управници Голог отока су били:
- Никола Бугарчић
- Анте Раштегорац
- Раде Радевић
- Марија Зелић — управница Светог Гргура

Ту треба поменути и Веселина Поповића, који је дефакто био командант првог логора у Рамском Риту и кога спомињу као коректну особу, која није мучила затворенике. Веселин је згрожен поступком према логорашима пребегао преко Дунава за Румунију а то је сигурно био и један од разлога да се логор премести на Голи оток. Такође је кружила прича, да би руски командоси могли преко Дунава да направе десант и ослободе логораше Рамског Рита.

## Голооточани данас
У Србији је основано Удружење Голооточана Србије који траже обештећење за време проведено у овом логору. Према незваничним подацима из 2012, у Србији живи око 500 бивших логораша. У Србији је до 2012. рехабилитовано 1.700 политичких осуђеника.

## Види jош
- Бараганске депортације